# 삿포로 돔
삿포로 돔(일본어: 札幌ドーム 삿포로 도무[*], Sapporo Dome)은 일본 홋카이도 삿포로시 도요히라구에 있는 돔구장이다. 축구장 겸용으로 쓰이고 있는 이 구장은 1998년에 착공하여 2001년 6월 3일에 개장, 2002년 FIFA 월드컵을 개최하였다. 현재 J리그 축구팀인 홋카이도 콘사돌레 삿포로는 개장 당시부터 홈구장으로 사용하고 있으며, 프로 야구 퍼시픽 리그 팀인 홋카이도 닛폰햄 파이터스가 도쿄 돔에 홈구장으로 있다가 2004년에 삿포로로 연고지를 이전하면서 2022년까지 홈구장으로 사용했다. 2002년 제44회 BCS상을 수상하였다. 또한 2017년 동계 아시안 게임의 개막식과 폐막식이 열린 주경기장으로 사용되었다.

## 기록

### 2002년 FIFA 월드컵
| 날짜           | 팀 1       | 점수  | 팀 2           | 라운드    |
| -------------- | ---------- | ----- | -------------- | --------- |
| 2002년 6월 1일 | 독일       | 8 - 0 | 사우디아라비아 | E조 1차전 |
| 2002년 6월 3일 | 이탈리아   | 2 - 0 | 에콰도르       | G조 1차전 |
| 2002년 6월 7일 | 아르헨티나 | 0 - 1 | 잉글랜드       | F조 2차전 |

### 2020년 하계 올림픽 축구 남자
| 날짜            | 팀 1              | 스코어 | 팀 2           | 라운드 |
| --------------- | ----------------- | ------ | -------------- | ------ |
| 2021년 7월 22일 | 이집트            | 0 - 0  | 스페인         | C조    |
| 2021년 7월 22일 | 아르헨티나        | 0 - 2  | 오스트레일리아 | C조    |
| 2021년 7월 25일 | 이집트            | 0 - 1  | 아르헨티나     | C조    |
| 2021년 7월 25일 | 오스트레일리아    | 0 - 1  | 스페인         | C조    |
| 2021년 7월 28일 | 남아프리카 공화국 | 0 - 3  | 멕시코         | A조    |
| 2021년 7월 28일 | 루마니아          | 0 - 0  | 뉴질랜드       | B조    |

## 사진 자료

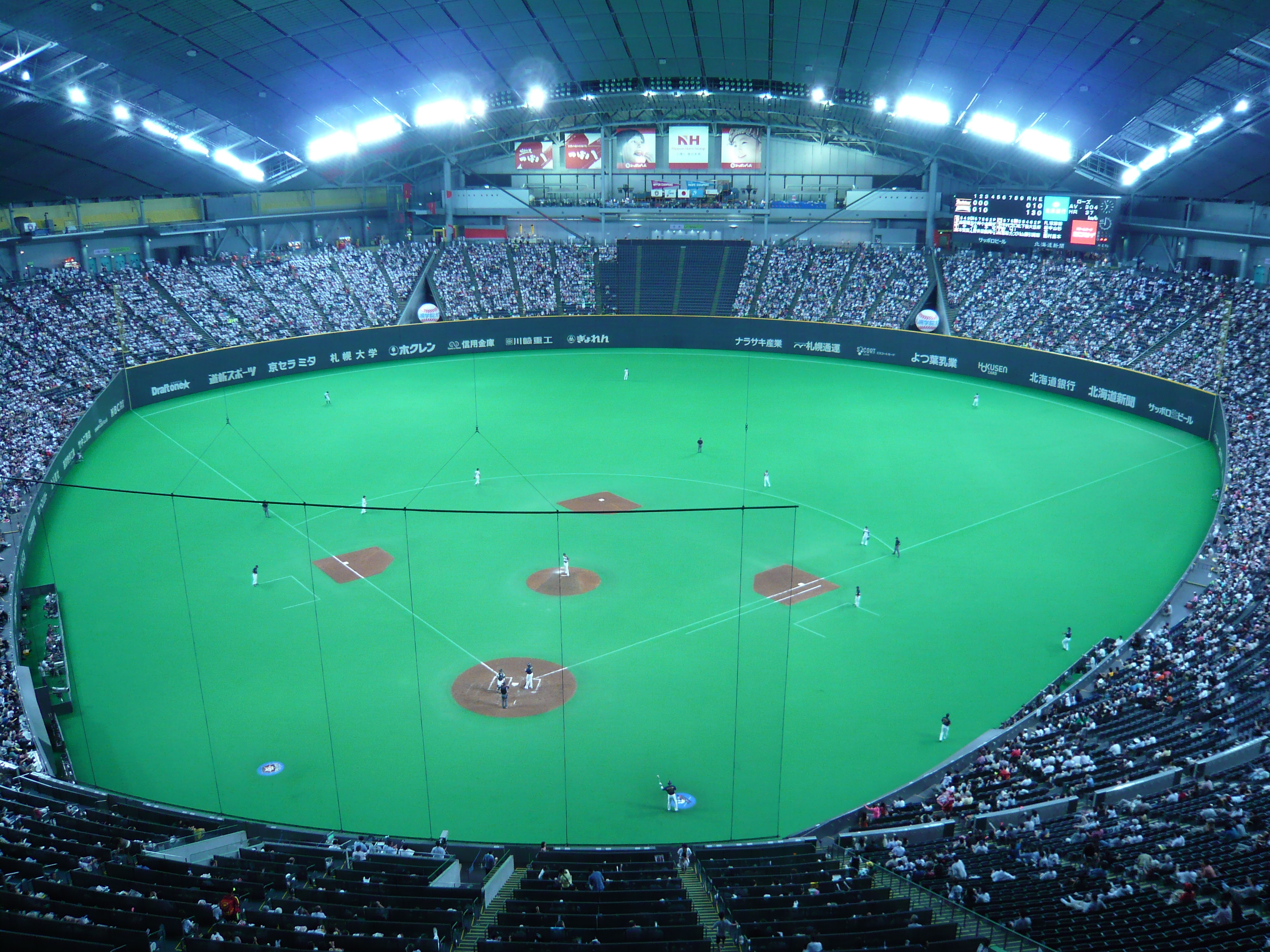
삿포로돔 내부(야구 경기 중)
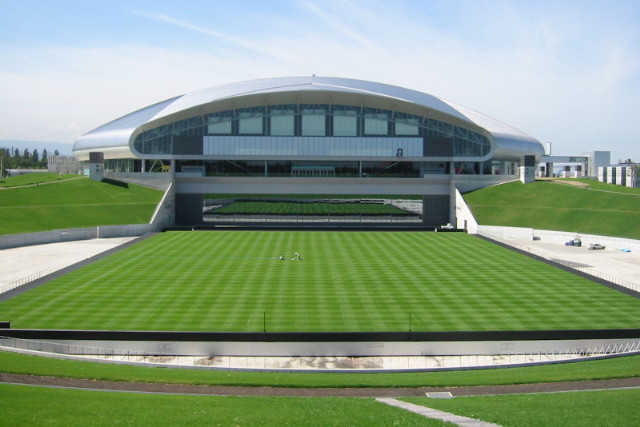
삿포로 돔의 호버링 사커 스테이지
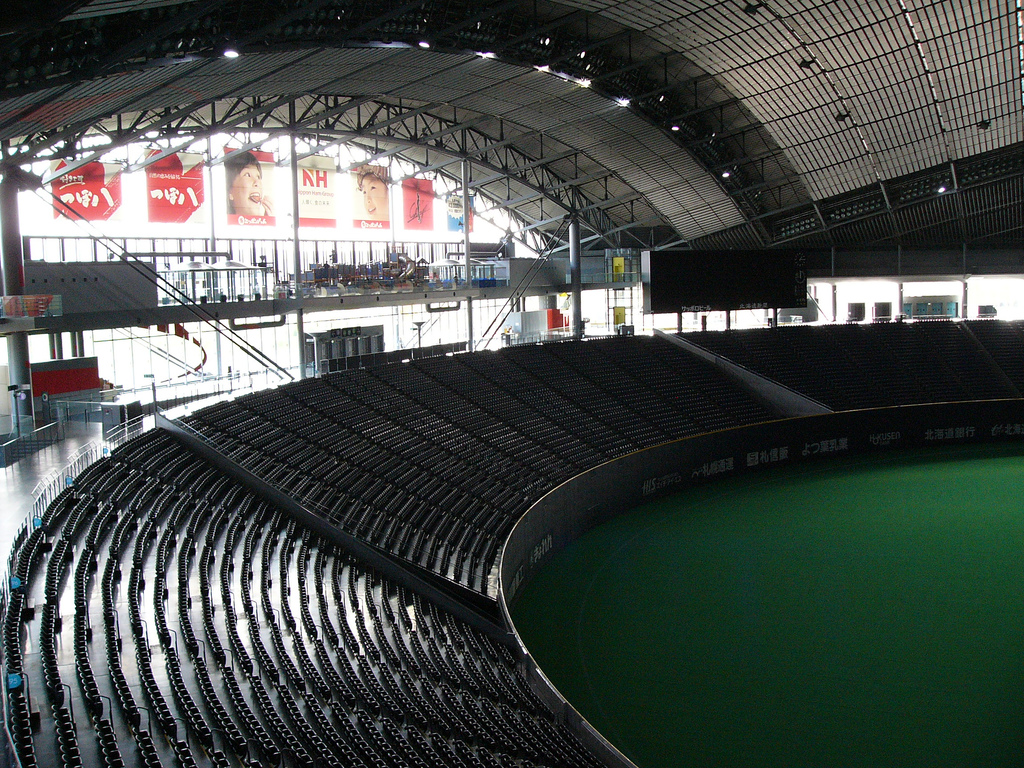
옥내의 관중석
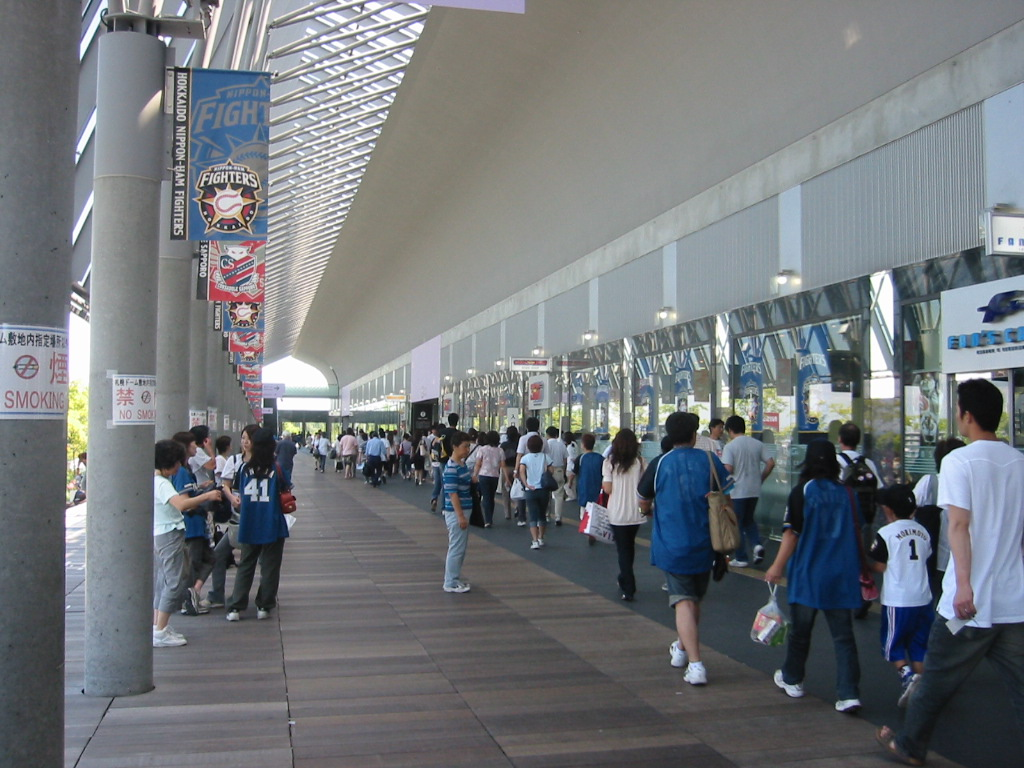
경기 당일 출입구 앞의 혼잡한 모습
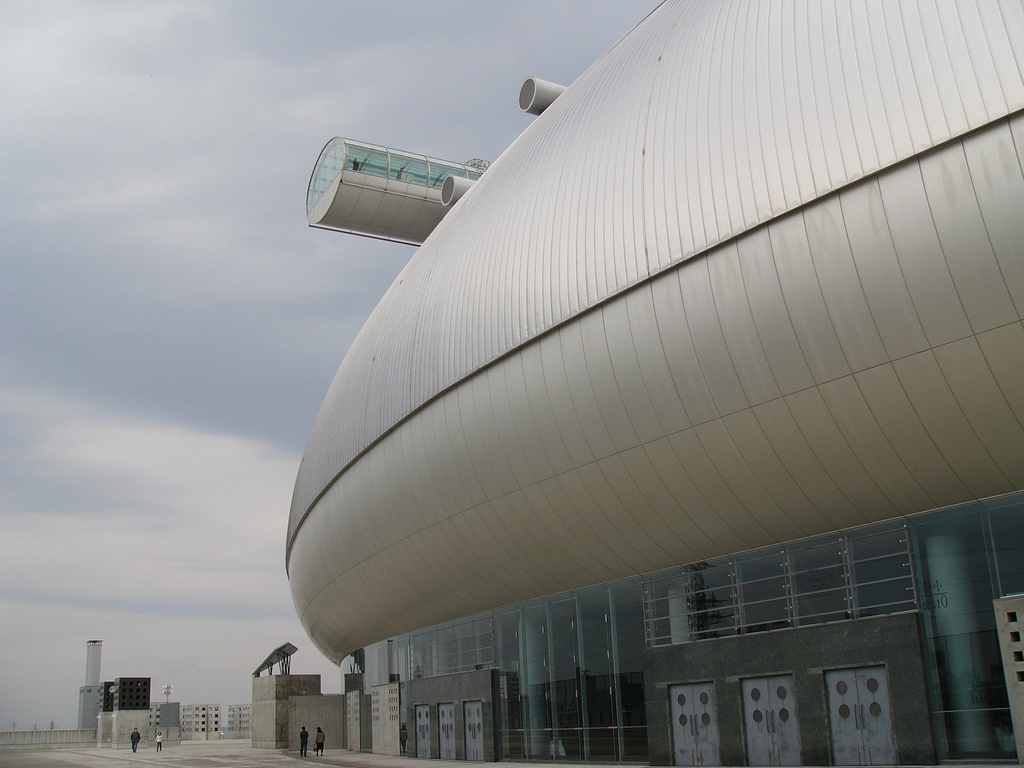
삿포로돔의 외관
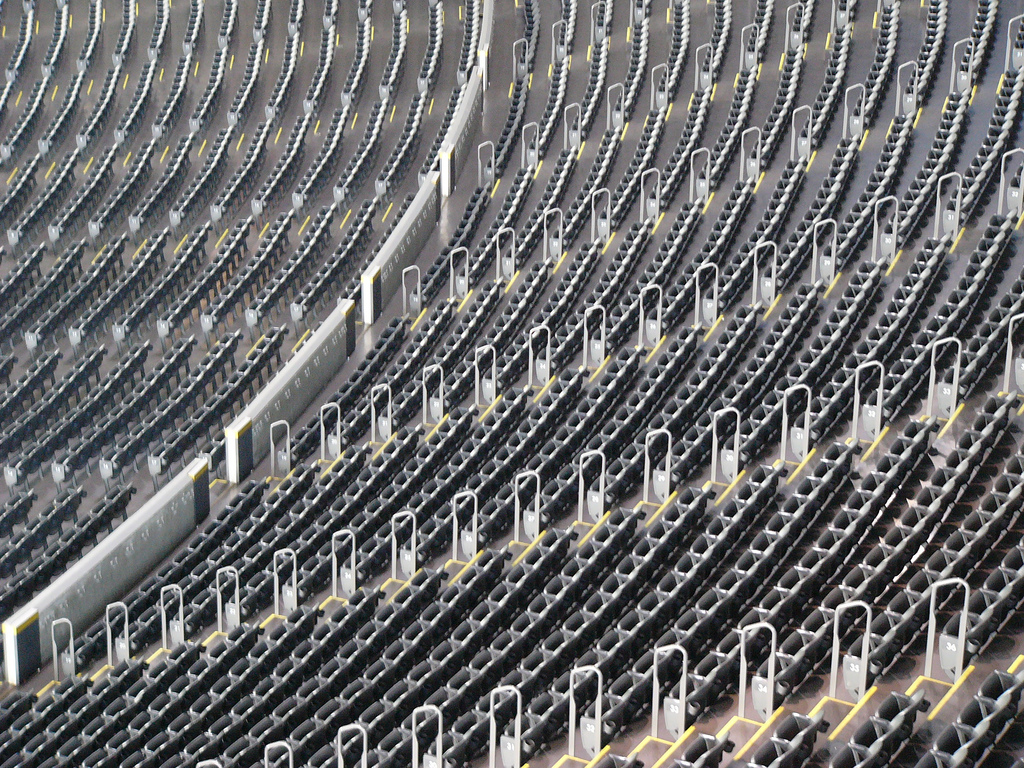
관중석

## 같이 보기
- 도쿄 돔